# Corbeil (Ontario)
Pour les articles homonymes, voir Corbeil.

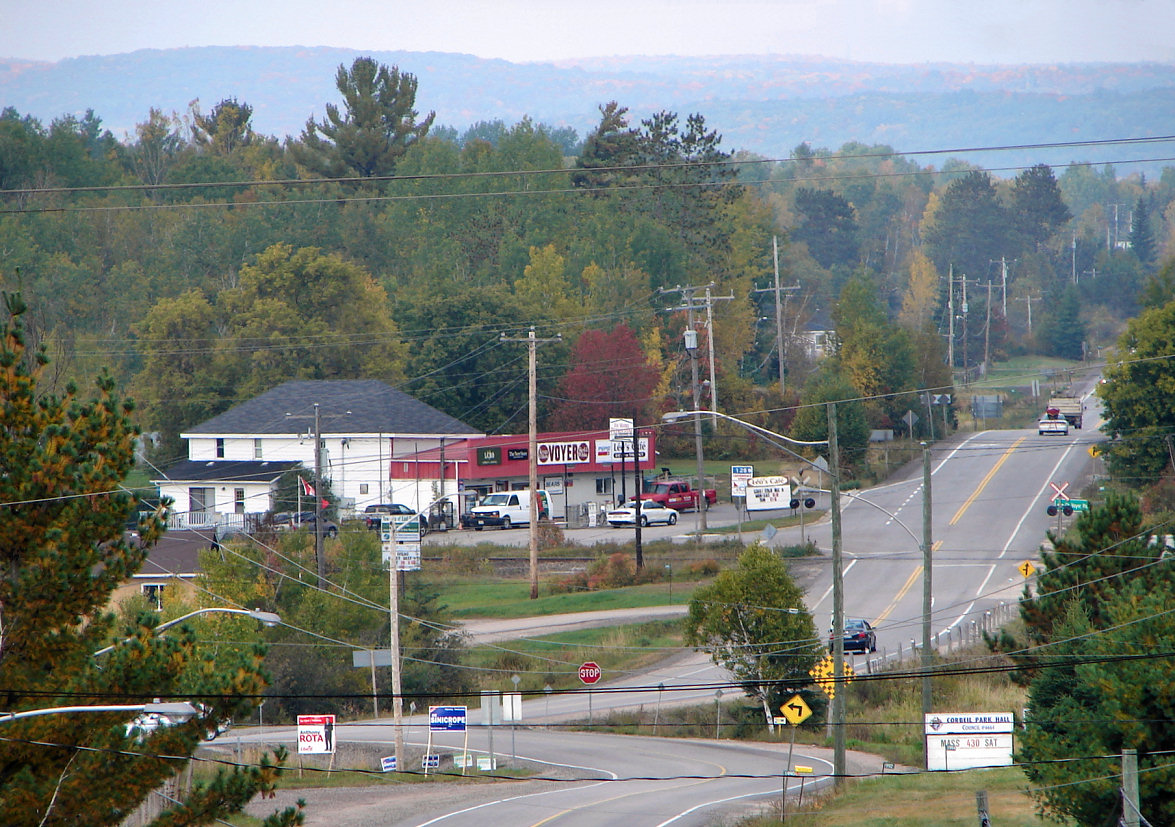
Vue partielle de Corbeil en Ontario.

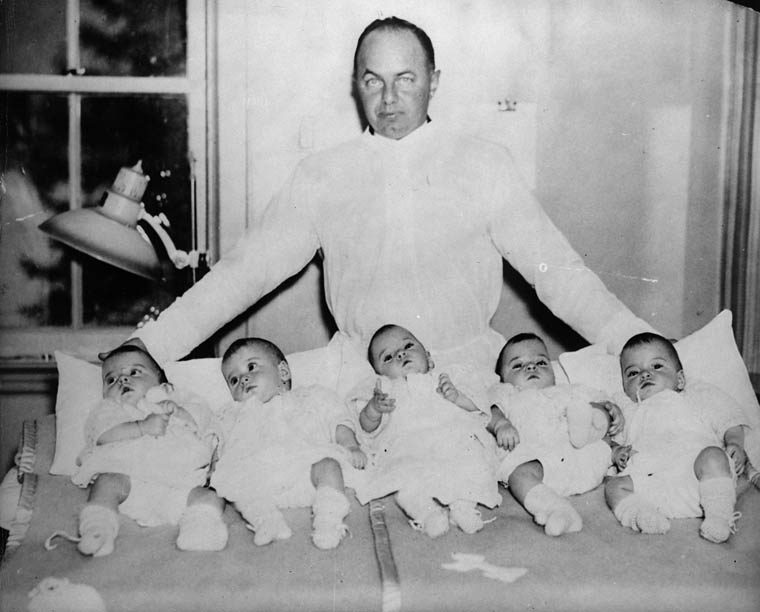
Le Premier ministre de l'Ontario, Mitchell Hepburn, et les quintuplées Dionne en 1935.

Corbeil est une petite ville située dans le district de Nipissing dans la province de l'Ontario au Canada. Elle compte une importante minorité francophone.

## Géographie
La ville de Corbeil est située à l'Est du lac Nipissing et au Sud de North Bay. Elle est regroupée avec la ville voisine d'Astorville pour former le canton d'East Ferris. Corbeil est le chef-lieu de ce canton.

## Histoire
Dans l’est du district de Nipissing, les cantons de Cameron (Mattawa), Mattawan (au nord), Papineau (au sud), ainsi que Calvin, Bonfield et Ferris (au sud-ouest) accueillent des colons à la fin du 19e siècle. Depuis 1864, Maxime Cherrier se trouve à la tête du lac Talon, par lequel on évacue des billes vers la rivière Mattawa. Des familles Lachapelle, Lamothe et Savard comptent parmi les premiers colons, venant surtout de l’Outaouais. Près de la gare du chemin de fer, Jean-Baptiste Corbeil arrive de l’Est ontarien en 1882 et y fait construire un moulin et un garage. Le nom « Corbeil’s Siding » est tellement courant qu’en 1897, le bureau de poste adoptera ce nom. Né à Montebello et ayant grandi à Embrun, puisque son père, entrepreneur de pompes funèbres, pensait y trouver plus de travail, Joseph Giroux s’installe à Corbeil à l’âge de 16 ans. Pour le Canadien Pacifique, il répare des rails et, pendant l’hiver, déblaie la neige des rails entre Mattawa et Chapleau. C’est une vie qui comprend des dangers, comme lorsqu’un train de fret, tôt un matin en 1901, défonce un char où dormaient trois de ses collèges, qui ont tous été tués. Gauthier croit qu’il l’a « échappé belle », puisqu’il avait l’habitude « d’aller faire ma prière en marchant dans le bois […] de bonne heure ». Il est un admirateur de la nature et des saisons, puis écrit de la poésie pendant son temps libre. Il ne s’agit probablement pas de la seule entrevue auprès de pionniers qu’aura enregistrée le père Lorenzo Cadieux à l’aube des années 1950 ; les archives de l’Université de Sudbury pourraient nous le dire.  
Dans la décennie 1890, d’autres colons arrivent à Corbeil de Lévis (Québec) et d’Orléans (Ontario). La chapelle Saints-Anges-Gardiens est établie en 1895 à Les Érables (au nord), puisque les oblats de Sainte-Anne (Mattawa) se sont rendu compte que les habitants ne fréquentent pas les services religieux. La plaine entre Mattawa et North Bay, entre le lac Talon (au nord) et le lac Nosbonsing (au sud) accueille aussi de petites communautés, nées de la récolte forestière. Ces territoires continuent d’être habités par des autochtones, dont les familles Dufond et Beaucage, mais qui n’ont pas de réserve. 
Au recensement de la population effectué en 2011, la population s'élevait à 4 512 habitants. Au précédent recensement de 2006, la ville comptait 4 228 personnes. 
Environ un tiers des habitants de Corbeil sont des Franco-ontariens. Deux des quatre écoles élémentaires du canton sont francophones.

## Personnalités liées à la commune
La dessinatrice canadienne Lynn Johnston vit et travaille à Corbeil. 
Le 28 mai 1934 naissaient, dans les environs de Corbeil, les sœurs Dionne, les premiers quintuplés connus à avoir survécu au-delà de la petite enfance.
La plus que centenaire Marie-Louise Meilleur est morte à l'âge de 117 ans, le 16 avril 1998 dans la ville de Corbeil.